# Nuoto ai XIX Giochi del Mediterraneo - 200 metri rana femminili
La gara dei 200 metri rana femminili ai XIX Giochi del Mediterraneo si è svolta il 5 luglio 2022. Al mattino si sono svolte le batterie, mentre la finale si è disputata nel pomeriggio.

## Podio
| Pos. | Atleta                  | Nazione    |
| ---- | ----------------------- | ---------- |
|      | Viktoriya Zeynep Güneş  | Turchia    |
|      | Marina García Urzainqui | Spagna     |
|      | Raquel Pereira          | Portogallo |

## Record
Prima della manifestazione il record del mondo (RM) e il record dei Giochi del Mediterraneo (RG) erano i seguenti.
|  | 2'18"95 | Tatjana Schoenmaker | 30 luglio 2021 Tokyo     |
|  | 2'25"22 | Jessica Vall        | 23 giugno 2018 Tarragona |

Durante la competizione non sono stati migliorati record.

## Risultati

### Batterie
| Pos. | Batteria | Corsia | Atleta                  | Nazionalità | Tempo   | Note |
| ---- | -------- | ------ | ----------------------- | ----------- | ------- | ---- |
| 1    | 2        | 4      | Marina García Urzainqui | Spagna      | 2'29"43 | Q    |
| 2    | 2        | 3      | Ana Blažević            | Croazia     | 2'30"79 | Q    |
| 3    | 2        | 5      | Viktoriya Zeynep Güneş  | Turchia     | 2'31"53 | Q    |
| 4    | 1        | 5      | Raquel Pereira          | Portogallo  | 2'32"79 | Q    |
| 5    | 1        | 4      | Lisa Angiolini          | Italia      | 2'32"97 | Q    |
| 6    | 2        | 2      | Alba Vázquez            | Spagna      | 2'34"47 | Q    |
| 7    | 1        | 3      | Vanessa Cavagnoli       | Italia      | 2'36"23 | Q    |
| 8    | 2        | 6      | Chara Angelaki          | Grecia      | 2'36"79 | Q    |
| 9    | 1        | 2      | Nàdia Tudó              | Andorra     | 2'37"60 |      |
| 10   | 1        | 6      | Hamida Rania Nefsi      | Algeria     | 2'39"52 |      |

### Finale
| Pos. | Corsia | Atleta                  | Nazionalità | Tempo   | Note |
| ---- | ------ | ----------------------- | ----------- | ------- | ---- |
|      | 3      | Viktoriya Zeynep Güneş  | Turchia     | 2'26"48 |      |
|      | 4      | Marina García Urzainqui | Spagna      | 2'27"32 |      |
|      | 6      | Raquel Pereira          | Portogallo  | 2'28"35 |      |
| 4    | 5      | Ana Blažević            | Croazia     | 2'30"15 |      |
| 5    | 2      | Lisa Angiolini          | Italia      | 2'30"26 |      |
| 6    | 7      | Alba Vázquez            | Spagna      | 2'31"28 |      |
| 7    | 8      | Chara Angelaki          | Grecia      | 2'33"33 |      |
| 8    | 1      | Vanessa Cavagnoli       | Italia      | 2'37"82 |      |